# Рахаев, Игорь Владимирович
 И́горь Влади́мирович Раха́ев  (укр. Ігор Володимирович Рахаєв; род. 26 мая 1973, Харьков) — украинский футболист, игравший на позиции полузащитника. С 2002 года — на тренерской работе. Тренировал украинские клубы «Металлист» (Харьков) и «Гелиос», молдавскую «Зарю» (Бельцы) и казахстанский «Актобе».

## Биография
Имеет высшее образование, закончил Харьковскую государственную академию физической культуры.
Начал выступления в большом футболе со 2-й союзной лиги в 1990 году, где выступал за клуб «Маяк» (Харьков).
В середине 1992 перешёл в клуб «Торпедо» (Запорожье), который играл на тот момент в высшей лиге чемпионата Украины.
С 1995 играл в первой лиге за «Металлист» (Харьков).
В 1997 играл за дубль «Металлиста», а во 2-й половине 1998 за «Арсенал» (Харьков) в любительской лиге.
Из-за травмы рано завершил выступления.
В качестве тренера работал в командах «Арсенал» (Харьков) — главный тренер с 2002 по январь 2005 года и снова с июля по декабрь 2005 года и «Металлист». В качестве главного тренера «Арсенала» Рахаев участвовал в выходе команды сначала в первую, а потом в высшую лигу чемпионата Украины.
В сезоне 2010/11 вместе с молодёжной командой «Металлиста» выиграл серебряные медали чемпионата Украины. С начала сезона 2011/12 являлся ассистентом главного тренера ФК «Металлист» Мирона Маркевича.
24 февраля 2014 года назначен исполняющим обязанности главного тренера ФК «Металлист» в связи с отставкой Мирона Маркевича и закончил с командой сезон на третьем месте в национальном первенстве. 19 мая 2014 года назначен главным тренером ФК «Металлист». В июне 2015 года, по собственным словам, был неожиданно уволен. По версии клуба, контракт с тренером был расторгнут по обоюдному согласию сторон, но в дальнейшем дело дошло до суда, на котором представители команды утверждали, что Рахаев был уволен из-за неэффективной работы. Судья, однако, принял решение, обязывающее «Металлист» выплатить Рахаеву 11,8 млн гривен.
В январе 2016 года возглавил клуб «Заря» (Бельцы). В мае Рахаев завоевал с «Зарёй» Кубок Молдавии (впервые в истории клуба), но за три тура до конца сезона 2015/16 сообщил о расставании с командой, к тому времени шедшей на четвёртом месте с большим отставанием от третьего.
В декабре 2016 года было объявлено о назначении Рахаева главным тренером казахстанского клуба «Актобе»; контракт подписан на один год, однако уже в мае 2017 года он был уволен после того, как под его руководством команда в девяти матчах одержала лишь одну победу, потерпев пять поражений.
27 декабря 2017 года стал главным тренером харьковской команды «Гелиос», выступающей в украинской Первой лиге. Под руководством Рахаева «солнечные» провели подготовку ко второй части сезона 2017/18 и пять матчей чемпионата, в которых команда дважды выиграла и трижды проиграла, причем все три поражения были от команд из нижней части турнирной таблицы. 13 апреля 2018 года тренерский штаб харьковчан во главе с Рахаевым был отправлен в отставку.

## Достижения
как помощник Мирона Маркевича
- Серебряный призёр чемпионата Украины: 2012/13
- Бронзовый призёр чемпионата Украины (6): 2006/07, 2007/08, 2008/09, 2009/10, 2010/11, 2011/12

как главный тренер
- Обладатель Кубка Молдавии: 2015/16
- Бронзовый призёр чемпионата Украины: 2013/14
- Серебряный призёр Первой лиги Украины: 2004/05
- Серебряный призёр Второй лиги Украины: 2001/02